# Moryń (gemeente)
De gemeente Moryń is een stad- en landgemeente in powiat Gryfiński. Aangrenzende gemeenten:
- Cedynia, Chojna en Mieszkowice (powiat Gryfiński)

Zetel van de gemeente is in de stad Moryń.
De gemeente beslaat 6,7% van de totale oppervlakte van de powiat.

## Demografie
Stand op 31 december 2005:
| Omschrijving                   | Totaal | Totaal | Vrouwen | Vrouwen | Mannen | Mannen |
| ------------------------------ | ------ | ------ | ------- | ------- | ------ | ------ |
| eenheid                        | aantal | %      | aantal  | %       | aantal | %      |
| inwoners                       | 4396   | 100    | 2258    | 51,4    | 2138   | 48,6   |
| bevolkingsdichtheid (inw./km²) | 35,2   | 35,2   | 18,1    | 18,1    | 17,1   | 17,1   |

De gemeente heeft 5,2% van het aantal inwoners van de powiat. In 2002 bedroeg het gemiddelde inkomen per inwoner 1468,24 zł.

## Plaatsen
- Moryń stad sinds XIII/XIV eeuw)

Administratieve plaatsen (sołectwo) van de gemeente Moryń:
- Bielin, Dolsko, Gądno, Klępicz, Mirowo, Nowe Objezierze, Przyjezierze, Stare Objezierze en Witnica.